# Pyxis (żółw)
Pyxis – rodzaj żółwi z rodziny żółwi lądowych (Testudinidae).

## Zasięg występowania
Rodzaj obejmuje gatunki występujące endemicznie na Madagaskarze. 

## Systematyka

### Etymologia
- Pyxis: gr. πυξις puxis „pudełko, szkatułka”[8].
- Acinixys: gr. negatywny przedrostek α a „bez”[9]; κινεω kineō „poruszać”[10]; ἰξυς ixus „biodra”[11]. Gatunek typowy: Testudo planicauda Grandidier, 1867.
- Bellemys: Thomas Bell (1792–1880), angielski zoolog; εμυς emus, εμυδος emudos „żółw wodny”[12][4]. Nazwa zastępcza dla Pyxis Bell, 1827, ponieważ Williams uważał, że nazwa ta jest zajęta przez Pyxis Chemnitz, 1784[a].
- Pyxoides: rodzaj Pyxis Bell, 1827; -οιδης -oidēs „przypominający”[13]. Gatunek typowy: Pyxoides brygooi Vuillemin & Domergue, 1972 (= Pyxis arachnoides Bell, 1827).

### Podział systematyczny
Do rodzaju należą następujące gatunki:
- Pyxis arachnoides Bell, 1827 – żółw pajęczynowy
- Pyxis planicauda (Grandidier, 1867) – żółw płaskoogonowy[14]